# Szigetszentmárton
Szigetszentmárton là một thị trấn thuộc hạt Pest, Hungary. Thị trấn này có diện tích 10,73 km², dân số năm 2010 là 2110 người, mật độ 197 người/km².